# Eduardo P. Archetti
Eduardo P. Archetti (Santiago del Estero, 12 de abril de 1943 - Oslo, 6 de junio de 2005) fue un antropólogo y sociólogo argentino, considerado uno de los científicos sociales más originales de América Latina, pionero del abordaje antropológico de los deportes y su relación con los imaginarios colectivos.
Murió en Noruega, siendo director del Departamento de Antropología Social de la Universidad de Oslo.

## Biografía
Archetti nació en la provincia de Santiago del Estero el 12 de abril de 1943. Su padre era médico.
Estudió en el Liceo Militar "General Paz", en Córdoba y terminó la secundaria en el Colegio Absalón Rojas en 1960.
Se formó en la Universidad de Buenos Aires. Comenzó a estudiar Derecho, pero solo cursó tres años. Se interesó entonces por la sociología, entrando en contacto con Gino Germani, Juan Carlos Portantiero y Eliseo Verón. Se graduó en 1967. Luego viajó a París. Ingresó a la École pratique des hautes études. Durante este período tomó cursos con Claude Lévi-Strauss y Maurice Godelier y se introdujo en la antropología social.
Interesado en el estudio del fenómeno rural en América Latina, intenta realizar su tesis de doctorado en Cuba, pero no obteniendo el subsidio ni la autorización del gobierno cubano, se traslada al norte de la provincia de Santa Fe.
Se centró en los colonos friulanos que producían algodón en la región. Supervisado por Godelier, realizó la investigación y presentó su tesis doctoral, Economie et organisation syndicale chez les colonos du Nord de Santa Fe, Argentine, en 1976.
El golpe militar aceleró su regreso a Europa. Defendió su tesis en la Universidad de Oslo y fue designado "fellow researcher" en el Departamento de Antropología.
No obstante, su interés por América Latina seguiría siendo el eje de su obra. Desarrolló un programa de maestría en Sociología Rural en FLACSO-Quito y fue consultor de Banco Mundial en Zambia, Burkina Faso y Ecuador. Allí realizó su célebre estudio sobre el cuy, donde analiza la relación entre cultura, identidad y desarrollo.
Con el retorno de la democracia, retomó sus investigaciones en Argentina. Desarrolló un abordaje antropológico del mundo del fútbol, el polo, el tango y el automovilismo.
Según Archetti 

"La identidad nacional de los argentinos se formó gracias a los polistas, futbolistas y bailarines de tango, que desde muy temprano en el siglo nos representaron en el exterior (...) Siempre se habló de la importancia de la exportación de carnes y granos, pero no eran las mercancías más importantes, si tomamos en cuenta que los ídolos de la música y del deporte fueron los que crearon la imagen romántica que en el exterior se tenía de los argentinos. Pero como un juego de espejos, en el imaginario colectivo local la identidad nacional pasó a reflejar lo que los extranjeros veían. El ejemplo más claro lo cita Adolfo Bioy Casares, cuando recuerda que la vestimenta de los gauchos que empieza a popularizarse tierra adentro era una copia de la que se usaba en las películas de Rodolfo Valentino."

En 1989 fue miembro fundador de EASA (European Association of Social Anthropologists).
Murió en Oslo, víctima de cáncer, a los 62 años.

## Obra en castellano
- Explotación familiar y acumulación de capital en el campo argentino (con Kristi Anne Stølen, 1975).
- El cuy (1992)
- Hibridación, diversidad y generalización en el mundo ideológico del fútbol y el polo (1997)
- El potrero, la pista y el ring: Las patrias del deporte argentino. Buenos Aires: FCE, 2001 ISBN 950-557-403-7
- Masculinidades: fútbol, tango y polo en la Argentina. Buenos Aires: Club House, 2016. ISBN 978-987-1884-51-3

## Homenaje
El Centro de Antropología Social del Instituto de Desarrollo Económico y Social (CAS-IDES) entrega desde 2006 el Premio "Eduardo Archetti" a la mejor tesis antropológica de maestría de Argentina, Noruega, Ecuador y Guatemala.